# Достижение (Владимирская область)
Достижение — посёлок в Ковровском районе Владимирской области России. Входит в Клязьминское сельское поселение.

## История
30 апреля (13 мая) 1911 года ковровский дворянин Николай Львович Масальский подал прошение во Владимирское губернское управление, желая открыть близ деревни Гостюхино Ковровского уезда ткацкую фабрику для выработки бумажных тканей. Строительство началось уже летом после того, как 11 мая уездный врач Г. Орлов дал заключение, что «постройка ткацкой фабрики на предполагаемом месте вреда окружающему населению в санитарном отношении не принесёт».
Строительство фабрики длилось 4 года, и лишь 10 (23) апреля 1915 года была открыта. С первого кирпичного корпуса фабрики и трех домов для служащих и администрации начинался современный поселок Достижение. Позже такое же название получил и созданный в селе Осипове колхоз. Рядом с фабрикой строились новые дома и постройки, постепенно расширяя территорию нового поселения, получившего название «Достижение».
Поселок Достижение как и вся страна пережил все события XX века. В годы Великой Отечественной войны на фронт ушло несколько жителей посёлка, вернулась домой лишь часть из них. На полную мощность работала ткацкая фабрика. Объём производства был увеличен в несколько раз.
В XX веке поселок Достижение постепенно становился главным в Осиповском округе, территория посёлка увеличилась, дойдя до железной дороги.
В 1978 году было построено новое здание Осиповской школы. До этого школа находилась в селе Осипово, поэтому название сохранилось.
В 2001 посёлок Достижение широко отметил 90-летие. Тогда же был открыт памятник погибшим в Великой Отечественной войне.
В декабре 2012 года был построен новый дом по улице Фабричной, куда были переселены из ветхого жилья 18 семей.
Сегодня поселок Достижение — крупный поселок сельского типа с более вековой историей. Здесь имеются продуктовые и хозяйственные магазины, 2 кафе, дом культуры «Достижение», библиотека, Осиповская школа, отделение Почты России, отделение Сбербанка и т. д.

## География

### Географическое положение
Посёлок Достижение расположен на востоке в 9,6 км от центра Коврова, на северо-востоке в 70 км от центра Владимира, на северо-востоке в 250 км от Москвы. Ближайшие населённые пункты — это село Осипово и деревня Гостюхино, которые находятся в 1 км от посёлка.
Средняя высота над уровнем моря — 125 м. Максимальная высота — 132 м, минимальная — 113 м.

### Часовой пояс
Достижение, как и Ковров, Владимир и Москва, находится в часовом поясе, обозначаемом по международному стандарту как Moscow Time Zone (MSK). Смещение относительно UTC составляет +3:00. Время в посёлке Достижение соответствует географическому поясному времени.

### Климат
Климат Достижения — умеренно континентальный, с чётко выраженной сезонностью.
| Показатель              | Янв. | Фев. | Март | Апр. | Май  | Июнь | Июль | Авг. | Сен. | Окт. | Нояб. | Дек. | Год |
| ----------------------- | ---- | ---- | ---- | ---- | ---- | ---- | ---- | ---- | ---- | ---- | ----- | ---- | --- |
| Средний максимум, °C    | −7   | −5   | 2    | 10   | 18   | 22   | 23   | 21   | 14   | 7    | 0     | −5   | 8   |
| Средняя температура, °C | −9,4 | −8,5 | −2,8 | 5,4  | 12,3 | 16,6 | 18,0 | 15,8 | 10,2 | 3,9  | −3,2  | −7,4 | 4,2 |
| Средний минимум, °C     | −15  | −14  | −7   | 1    | 7    | 12   | 13   | 12   | 6    | 1    | −6    | −12  | 0   |
| Норма осадков, мм       | 37   | 32   | 32   | 38   | 51   | 65   | 84   | 61   | 57   | 58   | 53    | 47   | 613 |

## Население
| 1926 | 2002 | 2010 | 2021 |
| ---- | ---- | ---- | ---- |
| 67   | ↗880 | ↗893 | ↘839 |

Является вторым по населению населённым пунктом в Клязьменском сельском поселении после Клязьминского городка.
Большинство — русские, основная конфессия — православие.
Основные занятия — скотоводство, свиноводство, бортничество, садоводство, огородничество и др.

### Список улиц

Здания Дома культуры Достижения и фабрики (слева направо) на ул. Фабричной

Посёлок Достижение имеет внутреннее деление в 10 улиц:
1. улица Чкалова — названа в честь летчика-испытателя Валерия Павловича Чкалова
2. улица Фабричная — названа по наличию местной ткацкой фабрики
3. улица Достижения — названа по названию ткацкой фабрики и всего поселка.
4. улица Пушкина — названа в честь русского поэта Александра Сергеевича Пушкина
5. улица М. Горького — названа в честь русского писателя Максима Горького
6. улица Кирпичная
7. улица Мира
8. улица Южная
9. улица Молодёжная
10. улица Северная

### Данные об улицах
| Улица       | Длина (м) | Почтовый индекс | Код ОКАТО   | Описание |
| ----------- | --------- | --------------- | ----------- | --- |
| Чкалова     | 737       | 601951          | 17235824001 | одна из главных улиц, 2 пролёта (чётный и нечётный), 2 прогона, асфальтное покрытие дороги                   |
| Фабричная   | 734       | 601951          | 17235824001 | одна из главных улиц, дома этой улицы занимают треть посёлка, имеются фабрика, клуб, библиотека, детский сад |
| Достижения  | 736       | 601951          | 17235824001 | 2 пролёта (чётный и нечётный), 2 прогона                                                                     |
| Пушкина     | 677       | 601951          | 17235824001 | 2 пролёта (чётный и нечётный), 2 прогона                                                                     |
| Кирпичная   | 714       | 601951          | 17235824001 | 2 пролёта (чётный и нечётный), 2 прогона                                                                     |
| М. Горького | 600       | 601951          | 17235824001 | 2 пролёта (чётный и нечётный), 2 прогона, имеется Осиповская амбулатория                                     |
| Мира        | 700       | 601951          | 17235824001 | 1 пролёт, 2 прогона                                                                                          |
| Южная       | 350       | 601951          | 17235824001 | 1 пролёт |
| Молодёжная  | 267       | 601951          | 17235824001 | 2 пролёта (чётный и нечётный)                                                                                |
| Северная    | 200       | 601951          | 17235824001 | 1 пролёт |

## Образование
В поселке имеется единственное образовательное учреждение — МБОУ Осиповская школа.
Первое здание этой школы было построено в селе Осипово в 1860 году и находилось в ведении церкви. В 1905 году школа сгорела и на её месте в 1907 году построили другую. Здание состояло из 4-х комнат. В школе было 3 класса и один учитель, который преподавал русский язык, арифметику и чистописание. Учеников было около шестидесяти.
В 1912 году в школе было 4 класса. А в 1932 году стало 5 классов. Здание школы достаточно маленькое, поэтому два класса занимались в клубе. С 1934 года школа становиться семилетней.
Возникла необходимость в построении нового здания. В 1936—1937 году строительством руководил Грандилевский Иван Аркадьевич, который стал директором школы.
В 1940 году в школе открыли восьмой класс. Но вскоре началась Великая Отечественная война, и в 1941 году в здание школы приехал Ленинградский детский дом.
Средняя школа была открыта в 1952 году. А в 1955 году из стен школы вышли первые выпускники Осиповской средней школы, а в 1987 году было выстроено новое трехэтажное здание школы в поселке Достижение.

## Транспорт
Через Достижение проходит магистральная железная дорога Москва — Нижний Новгород, далее идущая в Киров, Пермь, на Урал и в Сибирь. В настоящее время дорога имеет два главных пути на всём протяжении, от Владимира в направлении Нижнего Новгорода электрифицирована переменным током. По данному направлению происходит интенсивное движение пассажирских и грузовых поездов, а также высокоскоростных поездов «Сапсан» по маршруту Москва — Нижний Новгород (ранее Санкт-Петербург — Нижний Новгород).
Своей железнодорожной станции у Достижения нет, самая ближайшая — станция Гостюхино.
Поселок находится на трассе Ковров — Глебово — Достижение — Филино. Здесь проходит автобусный маршрут № 118, по которому можно добраться до обоих концов трассы.

## Сотовая связь
Сейчас в поселке работают 4 оператора сотовой связи:
- МегаФон
- ОАО «Мобильные ТелеСистемы»
- БиЛайн
- TELE2